# Harry Dassen
Harry Dassen (Assen, 1947) is een Nederlands voormalig korfballer, korfbalcoach en bondscoach. Als speler speelde bij voor ASKO en DOS'46 en hij coachte meerdere clubs op topniveau. Als bondscoach van het Nederlands korfbalteam won hij goud op het WK van 1995. Dassen was naast korfballer ook volleybal-coach en docent lichamelijke opvoeding. Ook was hij actief in de politiek, voor D66.

## Speler
Dassen begon met korfbal op zijn tiende bij korfbalclub ASKO uit Assen. Daar speelde hij t/m zijn 26e, om in 1973 van club te ruilen ondanks het feit dat hij met AKSO in 1973 naar de hoofdklasse zaal promoveerde.
Dassen ging spelen bij  DOS'46 uit Nijeveen, dat ook Overgangsklasse speelde. In 1976 promoveerde Dassen met DOS'46 in de zaal naar de Hoofdklasse.
In seizoen 1978-1979 lukte het om op het veld te promoveren naar de Hoofdklasse.
In 1979 besloot Dassen, op 32-jarige leeftijd, te stoppen als speler en coach te worden. Hij kwam hier in 1983 op terug en stelde zichzelf weer beschikbaar als speler.
Dassen speelde in seizoen 1983-1984 weer in de selectie van DOS'46.

## Coach

### DOS'46
In 1979 werd Dassen coach van de ploeg waar hij zelf had gespeeld ; DOS'46. Al in zijn eerste seizoen als hoofdcoach versterkte hij de ploeg door Reinhardt Mulder over te nemen van ASKO. Samen met andere spelers zoals Herman van Gunst en Albert Lucas werd DOS'46 meteen een titelkandidaat.
Op het veld was DOS'46 een nieuwkomer in de Hoofdklasse en daar deed het meteen goede zaken. Het zou uiteindelijk na 19 wedstrijden zelf 27 punten verzamelen, goed voor een tweede plek. In de zaal bleef de ploeg echter hangen in de middenmoot van de Hoofdklasse B.
Dat DOS'46 potentie had was duidelijk. Dassen wilde het echter tot een Nederlandse titel schoppen en haalde in 1981 Marijke en Henk Woudstra van Wordt Kwiek over om bij DOS te komen spelen. Dit bleek een gouden greep, want seizoen 1981-1982 bleek zeer succesvol. In de zaal werd de ploeg duidelijk 1e in de Hoofdklasse B met 5 punten verschil ten opzichte van SCO, dat tweede werd. DOS'46 speelde de zaalfinale tegen Deetos, de regerend zaalkampioen. In een spannende wedstrijd won DOS'46 uiteindelijk met 10-8 en was voor de eerste keer in de clubgeschiedenis Nederlands zaalkampioen. Ook op het veld was het raak. DOS'46 bleef concurrent ROHDA met slechts 1 punt voor en werd landskampioen. De club had zodoende de dubbel te pakken door in 1 seizoen zowel veld- als zaalkampioen van Nederland te worden
In 1982, na het winnen van de Nederlandse dubbel (als je zowel de veld- als zaaltitel wint) speelde DOS'46 de Europacup op het veld. De tegenstander was het Belgische Borgerhout, die kampioen van België was geworden. DOS'46 won de finale en was zodoende meteen Europees kampioen veldkorfbal.
In seizoen 1982-1983 waren alle ogen in korfballand op DOS'46 gericht. De ploeg vertoonde goed spel en behoorde tot de top van Nederland, maar finales werden in dit seizoen niet gehaald. Eerst werd de ploeg 3e in de zaal met 20 punten en later werd het op het veld ook 3e.
Na dit seizoen was Dassen 36 jaar, maar nog steeds erg fit. Hij besloot te stoppen als coach om weer speler te worden.
Ondertussen was Dassen gestopt als speler en was Willem Bakker de coach van DOS'46. Echter stopte Bakker als coach in seizoen 1985-1986 en werd Dassen gevraagd om als interim coach op te treden.

### Coaching bij andere clubs
In 1987 ging Dassen aan de slag bij Drachten, wat een opvallende clubwissel was. Hij verruilde DOS'46 wat op het hoogste niveau speelde voor Drachten dat nog maar in de Overgangsklasse speelde. De missie voor Dassen was simpel ; promotie naar de Hoofdklasse.
In het eerste seizoen met Dassen als hoofdcoach lukte het de ploeg op op het veld te promoveren naar de Hoofdklasse. In de zaal lukte dit echter nog niet.
In seizoen 1988-1989 speelde Drachten op het veld in de Hoofdklasse en wist zichzelf als 6e te handhaven op het hoogste niveau.
In 1990 ging Dassen een andere uitdaging aan. Hij werd coach bij Oranje Zwart, een ploeg die in 1e Klasse speelde. Ook hier had men Dassen aangetrokken om een promotie te bewerkstelligen, aangezien hij hier erg succesvol was bij Drachten. Na 1 seizoen bij Oranje Zwart verruilde Dassen weer van club. Hij werd de nieuwe coach van LDO. Dassen wilde echter alleen coach zijn in de zaalseizoen. Dat vond de club prima. In dit zaalseizoen werd echter geen promotie naar de Hoofdklasse behaald.

## Erelijst
- Nederlands zaalkampioen, 1x (1982)
- Nederlands veldkampioen, 1x (1982)
- Europacup veldkampioen, 1x (1982)

## Bondscoach
In 1993 koos de korfbalbond ervoor om Ben Crum te vervangen als bondscoach van het Nederlands korfbalteam.
Crum was al sinds 1978 bondscoach en het was tijd voor een nieuwe keuzeheer. In 1993 werd Dassen aangesteld als opvolger van Crum.
Dit was een opvallende keuze vanuit de bond, aangezien Dassen erg verschilde van Crum qua visie en handelswijze. Zo had Dassen zich al voor zijn aanstelling al kritisch uitgelaten over hoe Crum het had aangepakt. Dassen wilde met een brede selectie spelen waarbij hij oog had voor de nog niet gearriveerde spelers.
Al bij zijn 1e interland als bondscoach was er een conflict. Dassen wisselde Hans Leeuwenhoek in de wedstrijd en die was het hier niet mee eens. Leeuwenhoek gaf hier na de wedstrijd ook meteen zijn kritiek op, aangezien hij zelf vond dat de wissel niet op zijn plaats was. Leeuwenhoek eiste bij Dassen voortaan een vaste basisplaats en dit schoot bij Dassen in het verkeerde keelgaat. Zodoende plaatste hij Leeuwenhoek op een zijspoor.
In de interlands die volgden kreeg Dassen ook problemen met Jiska Brandt, André Simons en Ingeborg Meijerhoven. Zij werden makkelijk vervangen en dat zette bij andere spelers kwaad bloed. De situatie werd onwerkbaar, waardoor Dassen in april 1995 bekend maakte na het WK van 1995 te stoppen als bondscoach.
Dassen ging met het team naar het WK van 1995, dat in India werd gespeeld. Ondanks het tumult werd Nederland wel wereldkampioen en nam het goud mee naar huis.
Naast de vreugde over het behalen van het goud kreeg dit WK een nare bijsmaak voor Dassen. Zijn vader was vlak voor de finale overleden.
Vanaf januari 1996 nam Jan Hof de functie van bondscoach over. Hij was al assistent bondscoach bij Dassen en kon daardoor makkelijk doorstromen.